# Connor Cook
Connor Cook (Hinckley, 29 gennaio 1993) è un ex giocatore di football americano statunitense che ha giocato nel ruolo di quarterback.

## Biografia

### Carriera universitaria
Cook iniziò la carriera presso la Walsh Jesuit High School a Cuyahoga Falls in Ohio. Nel 2011, al termine del liceo, era considerato il tredicesimo miglior quarterback a livello liceale secondo il sito Rivals.com. Al college giocò a football con i Michigan State Spartans nella NCAA dal 2011 al 2015. Nell'ultima stagione si classificò al nono posto nelle votazioni dell'Heisman Trophy, il massimo riconoscimento individuale nel college football
Statistiche all'università
| Statistiche NCAA        |          |          |          |          |          |          |          |          |          |          |          |
| Michigan State Spartans |          |          |          |          |          |          |          |          |          |          |          |
| Stagione                | Passaggi | Passaggi | Passaggi | Passaggi | Passaggi | Passaggi | Passaggi | Corse    | Corse    | Corse    | Corse    |
| Stagione                | Comp     | Ten      | Yard     | %        | TD       | Int      | QB Rat   | Corse    | Yard     | Media    | TD       |
| 2011                    | Redshirt | Redshirt | Redshirt | Redshirt | Redshirt | Redshirt | Redshirt | Redshirt | Redshirt | Redshirt | Redshirt |
| 2012                    | 9        | 17       | 94       | 52.9     | 1        | 1        | 107.0    | 4        | −3       | −0.8     | 0        |
| 2013                    | 223      | 380      | 2,755    | 58.7     | 22       | 6        | 135.5    | 69       | 76       | 1.1      | 1        |
| 2014                    | 212      | 365      | 3,214    | 58.1     | 24       | 8        | 149.4    | 51       | 80       | 1.5      | 2        |
| 2015                    | 193      | 336      | 2,720    | 57.4     | 24       | 4        | 146.6    | 40       | 72       | 1.8      | 0        |
| Totale Carriera NCAA    | 637      | 1,098    | 8,783    | 58.0     | 71       | 19       | 143.1    | 164      | 225      | 1.4      | 3        |

### Oakland Raiders
Cook fu scelto nel corso del quarto giro (100º assoluto) del Draft NFL 2016 dagli Oakland Raiders. Iniziò la stagione come terzo quarterback nelle gerarchie della squadra dietro al titolare Derek Carr e alla sua riserva Matt McGloin. Debuttò come professionista nell'ultimo turno della stagione quando sostituì l'infortunato McGloin, che a sua volta era partito come titolare al posto di Carr, nel finale del secondo quarto contro i Denver Broncos. Completò 14 passaggi su 21 tentativi per 150 yard, un touchdown e un intercetto subito nella sconfitta per 24-6. Partì come titolare nella prima gara di playoff in cui i Raiders furono sconfitti per 27-14 dagli Houston Texans, in una gara in cui Cook passò 141 yard, un touchdown per Andre Holmes e subì 3 intercetti.

## Statistiche
| Partite totali      | 1    |
| Partite da titolare | 0    |
| Yard passate        | 150  |
| Touchdown           | 1    |
| Intercetti          | 1    |
| Passer rating       | 83,4 |